# Port Sorell
Port Sorell är en ort i Australien. Den ligger i kommunen Latrobe och delstaten Tasmanien, i den sydöstra delen av landet, omkring 200 kilometer norr om delstatshuvudstaden Hobart.
Närmaste större samhälle är Devonport, omkring 17 kilometer väster om Port Sorell. 
I omgivningarna runt Port Sorell växer i huvudsak städsegrön lövskog. Trakten runt Port Sorell är nära nog obefolkad, med mindre än två invånare per kvadratkilometer. Genomsnittlig årsnederbörd är 1 279 millimeter. Den regnigaste månaden är augusti, med i genomsnitt 174 mm nederbörd, och den torraste är januari, med 42 mm nederbörd.